# Argyronisos
Argyronisos (griechisch Αργυρόνησος (f. sg.) [arʝiˈrɔnisɔs] ‚Silberinsel‘) ist eine unbewohnte griechische Insel in der Straße von Artemisio (Στενό του Αρτεμισίου Stenó tou Artemisíou), die den Golf von Euböa und den Golf von Malia mit der Ägäis verbindet. Die Insel zählt zur Ortsgemeinschaft Achillio im Gemeindebezirk Pteleos der Gemeinde Almyros in der Region Thessalien.
Die Insel liegt etwa 3,5 km nördlich der Insel Euböa und etwa einen Kilometer südlich von Agios Dimitrios.
Herausragendste Landmarke auf der Insel ist der 7 m hohe, 1899 erbaute Leuchtturm am Ostkap der Insel. Nördlich gegenüber liegt die Einfahrt zum Pagasäischen Golf. Das griechische Kulturministerium hat den Turm 2002 als historisches Denkmal eingestuft.